# Kouaro Yves Chabi
Kouaro Yves Chabi, né le 19 mai 1973 à Tanguiéta (Dahomey) et mort le 20 février 2025 à Parakou (Bénin), est un homme politique béninois. Le  25 mai 2021, il est nommé ministre des Enseignements secondaire, technique et de la Formation professionnelle par le Président Patrice Talon.

## Biographie

### Origines et éducation
Yves naît le 19 mai 1973 à Tanguiéta dans le département de l’Atacora au Bénin,. En 1998, il devient titulaire d'une maitrise en Sciences juridiques option Administration générale, acquise à l’Université Nationale du Bénin, aujourd’hui Universités d'Abomey-Calavi.
Détenteur d'un Certificat de Cycle 2 en Gestion des Ressources humaines de l’Université de Québec à Montréal au Canada, il obtient son Master en Sciences de l’Éducation à West Virginia University aux États-Unis d’Amérique en 2007.

### Carrière
Il entame sa carrière en tant que greffier au Tribunal de première instance de Kandi de janvier à mars 1999. 
Ancien directeur des ressources humaines du ministère des enseignements secondaire, de la formation technique et professionnelle, il est formateur à l'Ecole de Formation des Personnels d’Encadrement de l’Education Nationale (EFPEEN) de 2017 à 2021 à Porto-Novo. 
De 2017 à mai 2021, il occupe le poste de chargé du suivi de l’éducation au Bureau d’Analyse et d’Investigation à la Présidence de la République du Bénin.
Le 23 mai 2021, il est nommé membre du gouvernement de Patrice Talon au poste du ministre des enseignements secondaire, technique et de la f professionnelle,.

### Vie privée
Kouaro Yves Chabi décède des suites d'un accident de circulation le 20 février 2025 à l’âge de 51 ans.

## Distinctions
Chevalier de l'ordre du Mérite du Bénin.